# Спрингфілдська початкова школа
Спрингфілдська початкова школа — школа з мультсеріалу Сімпсони, яку відвідують Барт та Ліса Сімпсони.

## Персонал і керівництво школи
- Інспектор Чалмерз — типовий бюрократ і серйозний чоловік, якому 57 років.  Чалмерз дуже любить порядок у школі та ненавидить Скіннера через його безкінечну безпомічність і безхребетність. Чалмерз не є вчителем школи та приїжджає раз на місяць на перевірку. В основному саме через Чалмерза бюджет школи надзвичайно урізаний — і він іноді зі Скіннером провертає різні афери та звинувачує його у разі провалу. Коли бачить Сеймура, то тоді зазвичай викрикує: «Скі-і-і-і-нееер!!!!!», постійно його критикує.
- Директор школи Сеймур Скіннер — багатостраждальний директор школи, якому постійно доводиться урізати бюджет школи. Предметів у школі він не веде, не користується ніякою повагою в учнів, мабуть, через те, що мусить увесь час доглядати за своєю мамою Агнес Скіннер, яка постійно йому дзвонить і надокучає.Часто схильний до різних афер разом із Чалмерсом. Якщо отримує якесь фінансування, одразу забирає гроші собі (хоча каже що їх хтось вкрав або вони зникли).  Йому 40 років, як підрахував Барт. Він має дуже високу зарплатню — 25 тисяч доларів на рік (2080 доларів на місяць),  хоча живе досить звичайним життям.
- Нед Фландерс — батько Рода і Тода. Тимчасово виконував обов'язки директора школи, через звільнення Сеймура. До дітей ставився дуже добре, однак згодом був звільнений Інспектором Чалмерсом і поступився місцем Скіннеру.

Една Крабапель

- Учителька четвертого класу Една Крабапель — красуня-вчителька класу Барта, яка дуже любить свою роботу, хоча іноді удає, що вона її не цікавить, проте мріє завжди вчити своїх улюблених дітей. Має досить високий авторитет у класі (одного разу хулігани побили Барта за те, що він відвертав увагу Едни під час уроку). З учнями має дружні стосунки, іноді допомагає їм у негараздах, а іноді пропускає нецікавий урок (зважаючи на те, що вона вчить цей клас вже 24 роки, красуня має на це право). Також дружить з Бартом, це видно по тому, що витівки хлопчика, спрямовані на інших працівників школи, майже ніколи не зачіпають красуню. Погляди Едни на певні життєві ситуації також часто бувають корисними для Барта, тому він поважає Едну, хоч і не завжди показує це відкрито. Попри звабливу і симпатичну зовнішність, Една Крабапель певний час була самотньою жінкою. У середині серіалу зустрічалась зі Скіннером, проте зав'язати серйозні стосунки не вийшло — переважно через маму Скіннера. Їй 39 років, хоча з кожним роком вона виглядає все молодше. У 23 сезоні Една Крабапель почала зустрічатись із Недом Фландерсом і в тому ж сезоні вона одружується з ним. У сім'ї є зразковою сім'янинкою (допомагає дітям Неда стати більш нормальними, допомагає Неду позбутися деяких зайвих комплексів). Після смерті у 2014 році акторки, що озвучувала Едну своїм голосом, творці серіалу повідомили, що більше персонаж Една Крабапель не буде з'являтись у мультсеріалі.
- Мардж Сімпсон — мати Барта, Ліси та Меґґі. Тимчасово заміняла Едну Крабапель і була класною керівничкою четвертого класу, у зв'язку зі вчительським страйком, спричиненим Бартом. Та не бажаючи мати свою маму за класну керівничу, Барт врегулював страйк, і на місце Мардж знову прийшла Една.
- Джаспер — старий дід, який тимчасово заміняв вчителів під час вчительського страйку. Він страждає на катаракту і носить довгу бороду. Тимчасово був класним керівником Ліси. Вдавав з себе суворого і винайшов власну методику: «веслом по голові» — за кожне порушення він хотів бити дітлахів веслом, однак його борода невідомо як потрапила в автоматичну стругачку олівців і він згодом покинув роботу.

- Вчителька другого класу Елізабет Гувер  — класний керівник класу Ліси Сімпсон — і їй «пощастило» вчити Ральфі Віггама — дивакуватого веселого хлопця, двієчника, автора численних дуростей. Міс Гувер неодружена і шукає собі пару. На відміну від Едни, ненавидить свою роботу і не розділяє її ентузіазму щодо навчання, тому відноситься до дітей з байдужістю. Вона хворіє на дорожню лють — і двічі закінчила курси анонімних алкоголіків. Їй 42 роки. У 24 сезоні їде зі Спрингфілда і більше про неї нічого не відомо.

- Учитель музики Деві Ларго — вчитель музики в школі. Йому 63 роки. Він дуже капосний і противний. Деві вважає, що учні грають на інструментах погано, однак сам ледве вміє грати на скрипці і трохи на саксофоні. У стартовому ролику він виганяє Лісу Сімпсон з оркестру. Деві часто примушує грати учнів безглузді мелодії, через які школа програє майже усі музичні змагання.

- Кухарка Доріс — продавець і кухар у шкільній їдальні, яка ставиться до своєї роботи надзвичайно недбало і зовсім не дбає про якість їжі та гігієну. У неї помітна зайва вага і дуже грубий голос, за що її прозвали Залізна Леді. Вона здібна приготувати будь-яку страву: як і кінські ноги, так і матраци, коли вона їх готує, то каже, що у них багато вітамінів. Іноді Доріс підробляє шкільною медсестрою, — та і там дуже недбала.

Віллі у костюмі волинщика

- Віллі — завгосп і двірник у школі. У нього жалюгідна зарплата (доларів з 80 у місяць) — і живе у брудному сараї за 61 метр від школи, біля якого він тримає трактор (відстань згадувалася у серії, коли Бартові було заборонено наближатись до Ліси менше, ніж на 300 футів, оскільки Ліса завжди ходить до школи навіть сильно хвора, — Барт вчився у Віллі). У сарайчику Віллі спокійно колекціонує лопати, читає «Каталог швабр», вивішує календарики з тракторами на обкладинках. Віллі часто зазнає насмішок і знущань від усього персоналу школи, від дітей та іноді перехожих. Барт навіть згадував, що влаштовував шкільні змагання з метання яблучних огризків у Віллі. Завгосп — емігрант із Шотландії, з якого міста невідомо, однак в одній з серій Віллі сказав, що він з Північного Кейптауну. Завгосп справжній патріот своєї далекої вітчизни, дотримується звичаїв і любить носити свій національний одяг і грати на волинці. Також Віллі є прихованим ворогом Скіннера.

- Водій шкільного автобуса Отто Манн — 28-річний хлопець, який їздить дуже погано, навіть не має посвідчення водія. Він постійно слухає різну музику, в основному рок. Зазвичай Отто подобається музика «старої школи» і деяка сучасна. Найбільшу перевагу надає гуртам «AC/DC» і «Deep Purple».

## Хулігани
- Нельсон — однокласник Барта. Живе у жахливій бідності, рідко бачить батьків.  Його мама працює стриптизеркою, тато зник після того, як пішов у магазин за сигаретами. Нельсон казав, що не бачить батьків через те, що вони хочуть вбити один одного. Нельсон має досить неприємну зовнішність та іноді б'є Барта, який чомусь не б'є його (крім серії «Барт Генерал»). Нельсон рідко ходить до школи. Учасник шкільної баскетбольної команди. Автор відомого «Ха-Ха!»
- Кірні Ззізвіч — учень шостого класу. Кірні є хуліганом, дрібним злодюжкою. Має дуже низький голос та дуже низький інтелект. По вигляду, Кірні мало б бути 14-15 років, хоча його справжній вік — 22 роки. Напевно, його відставання пов'язане з тим, що нерідко потрапляє до в'язниці. У нього є молодший брат і однорічний син — Кірні-молодший. Останній дуже розумний — і вже обігнав тата за своїми знаннями. Учасник баскетбольної команди школи.
- Дольф Старбім — хуліган, вчиться у сьомому класі. Він горбатий і має довге волосся. У нього явно обмежені розумові здібності. Дольф дрібний злодюжка, вже двічі відсидів. Іноді щось краде, проте потім повертає. Хоча Дольф виглядає грізним, насправді він слабкий і боягуз. У повнометражному фільмі пробував курити сигарети «Леремі». Учасник баскетбольної команди школи.
- Джеймс (Джимбо) Джонс — хуліган, вчиться у восьмому класі. Джимбо приїхав із Шелбівіля. Він став хуліганом, бо не міг витримати знущань шкільних ботаніків.  Джимбо не тупий хлопець, проте досить посереднього інтелекту. У в'язниці Джим не сидів, проте міг одного разу потрапити за ґрати. Він завжди носить в'язану шапку, навіть літом. Це він пояснює тим, що одного разу «застудив собі мозок». Учасник баскетбольної команди школи.
- Барт Сімпсон — вчиться у четвертому класі, найбільший бешкетник школи. Під псевдонімом «Ель-Барто» він бешкетує у школі та є ворогом Сеймура Скіннера. Барт є посереднім учнем, іноді може показати надзвичайно хороші знання предмету, має талант до засвоєння іноземних мов. Барт постійно хуліганить, за що щодня покараний. Відверто зневажає Сеймура Скіннера. Часто намагається бути у компанії Нельсона та Джимбо, та згодом сам залишає їх.
- Франсін — хуліганка, учениця третього класу, з'явилася у 12 сезоні. При спробі подружитися, Франсін побила Лісу Сімпсон. Згодом об'єктами побоїв стали Мілгаус, База Даних, Мартін та інші «ботани». Ця дівчина стала настільки крутою, що її побоювались навіть Джимбо і Нельсон.

## Учні
- Мілгаус ван Гутен. Мілгаусу 10 років, він є однокласником і найкращим другом Барта. Мілгаус є хлопцем посереднього інтелекту, він дуже довірливий і має поганий зір (можливо, не менше -7 на обох очах, бо без окулярів не бачить нічого добре більш ніж на пів метра). Його безпорадність без окулярів є шансом шкільних хуліганів познущатись з нього. Крім того, Мілгаус часто стає жертвою різних трагікомічних ситуацій у школі.

- Ральф Віггам — ходить у другий клас, він однокласник Ліси Сімпсон. Ральф двієчник і має серйозні розумові проблеми,  можливо, він розумово відсталий. Майже кожен раз при появі Ральф не робить нічого нормального, увесь час виробляє різні дурості з власної тупості й безпорадності, не для аудиторії.  Ральф є об'єктом численних насмішок з боку усіх людей школи. Проте Ральф іноді здатен на серйозні вчинки та є чесним хлопцем.

Венделла знову нудить

- Венделл Бортон — ходить у четвертий клас, однокласник і друг Барта. Венделл надзвичайно хворобливий хлопчик: у нього купа хвороб і проблем зі здоров'ям, деякі з них невиліковні. Венделла часто нудить навіть від вигляду різної їжі, від цього Венделл став жахливо блідий, наче вампір.  Венделл часто хворіє, через це пропускає половину навчального року.

- Шеррі — сестра близнючка Террі, що вчиться у класі Барта. Зазвичай вона грається разом і говорить теж разом із сестрою. Вона з сестрою любить пожартувати над Бартом і Лісою, які їм відповідають взаємністю. Іноді вони намагаються заробити гроші за рахунок різник сумнівних продажів. Шеррі є відмінницею.
- Террі — сестра-близнючка Шеррі, однокласниця Барта. Навчається гірше за сестру, також любить насміхатися з Брата та Ліси.
- Ютер Цьоркер — учень за програмою обміну з Німеччини, його батько власник фабрики з виробництва жуйки. Хлопчик страждає на ожиріння, має проблеми з хуліганами. Так само як і Ліса є учасником музичного гуртка  Деві Ларго.
- Джессіка Лавджой — дочка священника Лавджоя, після повернення зі школи-інтернату вчиться у Спрингфілдській школі. Тимчасово була «дівчиною» Барта. Вона є «вовком в овечій шкірі», часто хуліганить, підставляючи інших, і вдаючи з себе порядну ученицю. Причиною її хуліганства є нестача любові з боку батька.
- Мартін Принс — зразковий учень школи, однокласник Барта. Є улюбленцем Едни Крабапель, конкурент Ліси за звання найкращого учня. Любить читати та вчитися. Через свій розум є об'єктом знущань з боку хуліганів. Намагається підтримувати дружні стосунки з іншими учнями, і в тому числі з Бартом.
- Род Фландерс — старший син Неда Фландерса. Йому 10 років, він одноліток Барта. Він також відвідує Спрінґфілдську початкову школу, вчиться у паралельному класі з Бартом. У нього кучеряве світло-коричневе волосся, хоча у серіях 3 сезону воно задумувалось як чорне і лише у 5 сезоні він набув свого неповторного вигляду. Старанно вчиться.
- Тодд Фландерс — молодший син Неда Фландерса. Йому 8 років. Він вчиться у Спрінгфілдській початковій школі у паралельному класі з Лісою. Як і його старший брат старанно дотримується законів Біблії. А також учасник музикального гуртка Деві Ларго.
- Ліса Сімпсон — сестра Барта, учениця другого класу, найкраща учениця школи. Надзвичайно розумна восьмирічна дівчинка, один з найрозумніших персонажів серіалу (за даними різних серій, її IQ становить 156 чи 159). Саме Ліса запобігла закриттю школи. Вона улюблениця директора Скіннера. Ліса мала романтичні стосунки з кількома хлопчиками, в тому числі з Ральфом Віґґамом (серія «Я кохаю Лісу»), Нельсоном Мюнцем (серія «Побачення Ліси з Долею») і Коліном (у фільмі «Сімпсони»). Мілгаус ван Гутен безнадійно закоханий в неї, й увесь час безрезультатно домагається її прихильності. Любить грати на саксофоні, учасниця музичного гуртка.
- Елліон Тейлор — однокласниця Ліси. Любить грати на саксофоні, учасниця музичного гуртка учителя Ларго. Еллісон суперниця Ліси по навчанню і по навичках музики.
- База-Даних — саме так називають одного «ботана» Спрингфілдської школи. Цей хлопець вчиться у третьому класі та доволі розумний. Є головною «базою даних» у групі з боротьби проти хуліганів. Захоплюється коміксами про Бетмена і часто страждає від хуліганів.
- Майкл Д’Аміко — син Жирного Тоні. Однокласник Ліси, через те, що він є сином крутого мафіозі, учні побоюються Майкла, та намагаються з ним не контактувати, тільки Ліса наважилася. Майкл не такий, як батько і любить куховарити, однак після замаху на Жирного Тоні, він починає розуміти батька і наслідувати його.
- Дікбі Голя — учень школи, друг Барта. Дікбі є засновником клубу соколярства, має ручного сокола. Він є психічно хворим і мріє навчитися літати, що і робить, а також дуже часто від цього калічиться. Потрапив у психлікарню.
- Некорз Бартнер — учень школи, друг Ліси, встановлює рекорди за кількістю поїдання їжі. Любить їсти піцу, хот-доги та іншу швидку їжу. Вчиться посередньо. У школу потрапив за програмою обміну учнів. Цей товстунчик із Франції.
- Гас Вюбнер — однокласник Ліси, був у її футбольній команді. Саме він прийшов на вечірку, влаштовану Мардж для друзів Ліси, однак крім нього нікого не було, і Гомер був змушений все влаштовувати тільки для нього. У школі з'являється рідко.
- Тумі — дівчинка з паралельного третього класу. Була тимчасовою подругою Ліси, бо Мардж платила їй гроші за те, щоб вона дружила з Лісою. Однак Барт дізнавшись про це, розказав усе Лісі й вони розійшлися. Вчиться  непогано.
- Башир Бен-Ладен — син сирійських заробітчан. Учень паралельного класу Барта. Мав халепи з хуліганами, але Барт заступився за нього. Посередній учень.

## Автобус

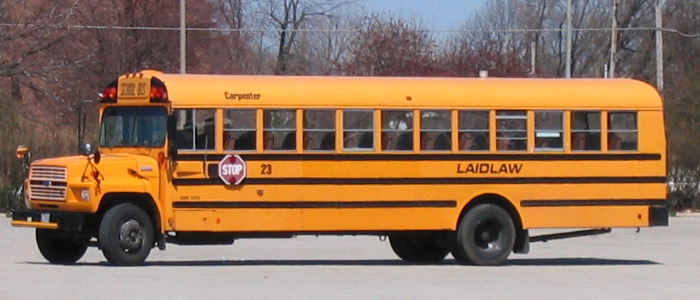
Реальний автобус, який найбільше схожий на автобус Спрингфілдської школи

Отто Манн — наркоман, любитель року, а також водій шкільного автобуса. Їздить на ньому дуже швидко — понад 70 миль на годину (110 км/год), хоч і не має водійського посвідчення. Неодноразово брав участь в змаганні «Автозавр», мета якого — знищити машини всіх супротивників. Часто автобус у серіях можна побачити жахливо розбитим. На початку 3-го сезону було показано, що автобус розганяється до 160 км/год, у 15-му сезоні — до 200.

## Бюджет
Бюджет школи сильно обмежений: невідомо як Скіннер досі тримається. Про відсутність грошей вказує:  кухарка Доріс готувала на обід конячі ноги та матраци, старий побитий автобус, страйк вчителів в 6 сезоні, скасування деяких предметів, антисанітарія, в бібліотеці книжки заборонено, нестача підручників, у таблиці Менделєєва школи 16 елементів і всі невідомі, указки стерті до кількох сантиметрів, вся котельня проржавіла, більшість книжок уже давно вийшли з курсів інших шкіл.